# František Korbel (podnikatel)
František Korbel (24. července 1831, Bechyně – 1. ledna 1920, Praha) byl revolucionář z roku 1848, česko-americký milionář, podnikatel a zakladatel kalifornských vinic. Šampaňské (přesněji šumivé víno) z těchto vinic se od roku 1985 využívá při inauguracích a dalších slavnostech amerických prezidentů.

## Život
Narodil se v roce 1831 v Bechyni v rodině místního šafáře. Po vystudování jindřichohradeckého gymnázia nastoupil v Praze na polytechniku (dnes ČVUT). Tady jej také zastihl revoluční rok 1848. Coby vlastenec vstoupil do Českomoravského bratrstva a nosil uniformu studentské legie. Na sobě ji měl i během svatodušních bouří, namířených proti generálu Alfrédu Windischgrätzovi. Při první potyčce mezi studenty a vojáky, odváděl manželku hraběte Villaniho a další dámy do bezpečí, takže se před následným prohledáváním domů a zatýkáním studentských legionářů stihl převléci za lokaje. Následně se účastnil obrany Klementina. Po potlačení bouří odešel na venkov, kde se spojil s Josefem Václavem Fričem. Spolu pak shromáždili oddíl na pomoc Slováků v Horních Uhrách, kde však byli u vsi Stará Turá drtivě poraženi uherskými husary. Po návratu byl s desítkami dalších studentů zatčen a vězněn na Hradčanech. Ačkoliv se mu zde podle jeho slov nevedlo špatně, rozhodl se pro útěk, při kterém využil skutečnosti, že profous zapomněl zamknout dveře na chodbu. Poté se skrýval, mimo jiné u knihkupce Bronkeho, jenž mu dal kontakt na lidi, kteří chtěli odjet do Ameriky. Následně se tedy přes Drážďany a Brémy dostal do New Yorku.
V New Yorku začínal jako úplný chuďas. Nejprve pracoval na dráze, později pomáhal v tiskárně a prodával doutníky. Spolu s další šesticí Čechů obýval jeden pokoj. Proto se naučil anglicky a nedlouho poté se dal na obchod. Po přestěhování do Kalifornie založil továrnu, která vyráběla dřevěné bedýnky. Tu vedl společně se svými bratry. Díky tomu postupně zbohatl, a mohl tak rozšířit své podnikání o pilu a obchod se dřevem a dokonce založil vlastní časopis The Wasp. V srpnu 1876 se jeho situace ovšem výrazně zhoršila. Nejprve totiž vyhořela továrna i přilehlé budovy (jelikož v ní zaměstnával Číňany, objevovaly se hlasy, že požár mohl být založen úmyslně), později došlo k potopení lodi s nepojištěným nákladem cedrového dřeva. Jak se dá vyčíst z korespondence s Vojtou Náprstkem, byl odhodlaný továrnu co nejdříve obnovit. Peníze na obnovu mu pak poskytli spřátelení američtí podnikatelé. Díky tomu mohl také vykácet lesy pro zisk nové půdy, pro chov dobytka a výrobu sýra. V roce 1882 založili Korbelovi v Kalifornii rozlehlé vinice, které dodnes nesou jejich jméno – Korbel Champagne Cellars.
Jelikož neměl dědice, rozhodl se na počátku 20. století svůj podíl v rodinném podniku prodat a vrátit se do vlasti. Od roku 1903 žil v Praze, kde se také dočkal vyhlášení samostatného Československa. Zemřel v Praze dne 1. ledna 1920 ve věku 88 let.